# Orophotus mandarinus
Orophotus mandarinus är en tvåvingeart som först beskrevs av Stanley Willard Bromley 1928.  Orophotus mandarinus ingår i släktet Orophotus och familjen rovflugor. Inga underarter finns listade i Catalogue of Life.